# 快傑鷹
『快傑鷹』（かいけつだか）は、1924年（大正13年）製作・公開、寿々喜多呂九平脚本、二川文太郎監督による日本の劇映画であり、1954年（昭和29年）製作・公開、寿々喜多自身が監督したリメイク作品である。

## 略歴・概要
1921年（大正10年）11月に日本で公開された、監督フレッド・ニブロ、ダグラス・フェアバンクス主演のハリウッドの剣戟映画『奇傑ゾロ』（The Mark of Zorro, 1920年）を、マキノ映画製作所等持院撮影所の脚本家・寿々喜多呂九平が翻案し、オリジナル脚本という形で書いた。二川文太郎の監督第2作で、監督デビュー作である前作『蜃気楼』にも出演した高木新平を主演に迎えた。
本作は、1924年（大正13年）1月13日、マキノキネマの自社配給により、マキノ東京派の高松豊次郎が経営する浅草・大東京をフラッグシップに興行が行われた。なお本作に主演した高木新平は、同1924年の「争闘」のロケにおいて神戸旧居留地の大阪商船ビル屋上から隣の神戸オリエンタルホテルに吹き替えなしで跳び移ったことから「鳥人」と呼ばれ、のちにハヤフサヒデトが「昭和の鳥人」と呼ばれた際に、「大正の鳥人」として念頭に置かれた。
本作の存在は、日本の剣戟映画が、ハリウッドの剣戟映画にいかに影響を受けたのかの証左となる作品である。のちに第二次世界大戦後、脚本を書いた寿々喜多呂九平が、加味鯨児名義で脚本を書き直し、ロクヘイ・ススキタ名義で監督してリメイクした。⇒ #1954年版
阪東妻三郎はこの作品以前は斬られ役専門の脇役だったが、「脇役をやらせるには目立って仕方がないから役をつけてしまえ」ということになり、本作で敵役「黒木原源太」の役に抜擢された。ところが白面の美剣士が敵役というので、観客も批評家もびっくりし、これが出世の糸口となって主演俳優に列することとなった。こののちの「阪妻時代」を作り出すきっかけとなった作品である。
1960年には『快傑鷹の羽』のタイトルでテレビドラマ化された。

## スタッフ・作品データ
- 総指揮 : 牧野省三
- 監督 : 二川文太郎
- 原作・脚色 : 寿々喜多呂九平
- 撮影 : 田中重次郎

- 製作 : マキノ映画製作所等持院撮影所
- 上映時間（巻数） : （6巻）
- フォーマット : 白黒映画 - スタンダードサイズ（1.37:1） - サイレント映画
- 公開日 :  日本 1924年1月13日
- 配給 :  マキノキネマ
- 初回興行 : 浅草・大東京

## キャスト
- 高木新平 - 快傑鷹、若僧宗循
- 阪東妻三郎 - 黒木原源太
- 市川幡升 - 秋月荘太郎
- 森静子 - 妹若緑
- 市川花紅 - 北條高時
- 片岡紅三郎 - 村上十次郎
- 市川省紅 - 坂崎安斎
- 環歌子 - 桐野の息女梅代

## 1954年版
『快傑鷹 第一篇 蛟竜風雲の巻』（かいけつだか だいいっぺん こうりゅうふううんのまき）、『快傑鷹 第二篇 奔流怒濤の巻』（かいけつだか だいにへん ほんりゅうどとうのまき）、『快傑鷹 第三篇 剣風乱舞の巻』（かいけつだか だいさんぺん けんぷうらんぶのまき）は、1954年（昭和29年）製作・公開、『快傑鷹』（1924年）の脚本を執筆した寿々喜多呂九平が加味鯨児名義で再脚色、ロクヘイ・ススキタ名義で監督したリメイク作品である。それぞれ44分、46分、52分の中篇劇映画の3部作である。

### スタッフ・作品データ
- 監督 : ロクヘイ・ススキタ
- 脚本 : 加味鯨児
- 原作 : 寿々喜多呂九平
- 音楽 : 十時一夫、山根久雄
- 撮影 : 栗林実
- 照明 : 田辺憲一
- 美術 : 西七郎
- 録音 : 森武憲

- 製作 : 宝塚映画製作所
- 上映時間 : 第一篇 44分、第二篇 46分、第三篇 52分
- フォーマット : 白黒映画 - スタンダードサイズ（1.37:1） - モノラル録音
- 公開日 : 
  - 第一篇 1954年10月6日
  - 第二篇 同年10月13日
  - 第三篇 同10月27日
- 同時上映 : 
  - 第一篇『新鞍馬天狗 第一話 天狗出現』（監督青柳信雄）[6]
  - 第二篇『幽霊男』（監督小田基義）[6]
  - 第三篇『仇討珍剣法』（監督斎藤寅次郎）[6]
- 配給 :  東宝

### キャスト
- 中川晴彦 - 仁礼六郎太
- 光岡龍三郎 - 黒木原平太
- 澤村國太郎 - 仁礼左衛門
- 高松錦之助 - 綾小路頼房卿
- 呉羽寿美 - 錦姫
- 大和七海路 - 琴枝
- 扇千景 - 美鈴
- 団徳麿 - 怪盗百足丸
- 本松一成 - 隼童子蝉丸
- 寺島貢 - 池上伊予守
- 長門裕之

### ストーリー
第一篇
舞台は、17世紀初頭、徳川幕府の初期である。京都では、京都所司代の池上伊予守（寺島貢）が我が物顔に振る舞い、朝廷に対しても非礼であった。公卿の綾小路三位頼房卿（高松錦之助）は、幕府転覆を図ったとして捕縛された。「怪傑鷹」なる義賊が現れ、池上伊予守ら幕府の役人どもに、制裁を加えた。池上伊予守は、「怪傑鷹」の捕縛を町奉行の仁礼左衛門（澤村國太郎）に厳命した。頼房公に対しては拷問にかけた。
仁礼左衛門が町を巡回する折、酔漢の武士を捕縛したところ、仁礼六郎太（中川晴彦）、実の息子であった。六郎太が帰宅すると、妹・美鈴（扇千景）の机上に「怪傑鷹」からの手紙が置かれていたことを知る。手紙には、美鈴の恋人・緒方麗三郎が捕らわれかかったが、逃げ延びたとの報告が書かれていた。美鈴は麗三郎が「怪傑鷹」ではないかと考える。
次には、頼房公の侍女・琴枝（大和七海路）が役人に捕縛される。そこに「怪傑鷹」が現れ、琴枝を救出した。琴枝と隼童子・蝉丸（本松一成）は、「怪傑鷹」に頼房公と錦姫（呉羽寿美）が捕らわれていることを訴えた。「怪傑鷹」は錦姫を救出した。
美鈴にふたたび「怪傑鷹」から手紙が届く。やはり麗三郎が「怪傑鷹」であると美鈴は確信する。美鈴は、怪盗百足丸（団徳麿）に襲われるが、蝉丸と「怪傑鷹」が現れ、美鈴を救出する。蝉丸が捕らわれ、「怪傑鷹」は所司代屋敷に救出に向かう。
第二篇
所司代屋敷でピンチに陥った「怪傑鷹」を救出したのは、荒法師たちであった。錦姫は鷹ヶ峰に匿われていたが、そこで「怪傑鷹」から聞かされたことは、六郎太の錦姫への思いであった。錦姫も同じ気持ちであったが、六郎太はいまでは放蕩三昧の荒くれものである。
池上伊予守は、頼房卿を桂の山奥に閉じ込めた。蝉丸が救出に向かうが、逆にピンチとなる。「怪傑鷹」が蝉丸を助けた。怪盗百足丸は、池上伊予守に貢がれた山城屋からの賄賂を盗む。「怪傑鷹」はその金を奪い取り、正月もままならない貧民たちに分け与えた。
池上伊予守は度重なる「怪傑鷹」の振る舞いに怒り、頼房卿の処刑を命じる。
第三篇
間一髪、頼房卿を救った「怪傑鷹」だが、怪盗百足丸に錦姫を誘拐された。百足丸は錦姫を役人に引き渡そうとしたが、すでに「怪傑鷹」が逃がていた。
「怪傑鷹」はふらりと所司代屋敷に現れ、池上伊予守に辞職を勧告する。「怪傑鷹」は池上伊予守に仕える黒木原平太（光岡龍三郎）とばったり出会い、伊予守こそが悪だと平太を諭す。平太は諭され、悪と対決することを誓う。錦姫と頼房が再び捕縛された。「怪傑鷹」は、平太と蝉丸、荒法師たちとともに所司代屋敷に踏み込み、池上伊予守を討ち取った。
すべてが解決し、みなの前に姿を荒らした「怪傑鷹」は、放蕩三昧の荒くれもの、仁礼六郎太であった。

## 註
1. ↑  無声映画人物録、「高木新平」の項、マツダ映画社、2009年10月26日閲覧。
2. ↑  マツダ[2005], p.96.
3. ↑  『ひげとちょんまげ』（稲垣浩、毎日新聞社刊）
4. 1 2  竹書房/イオン編 編『超人画報 国産架空ヒーロー40年の歩み』竹書房、1995年11月30日、35頁。ISBN 4-88475-874-9。C0076。
5. ↑  『超人画報』では、題名を「怪傑鷹」と記載している[4]。
6. 1 2 3  1954年 公開作品一覧 391作品、日本映画データベース、2013年4月25日閲覧。